# 赵氏菉猗祠
赵氏菉猗祠，全名南门赵氏祖祠菉猗堂，位於中華人民共和國廣東省珠海市斗門區斗門鎮的南門村內，佔地427平方米。由五幢建築物 (前面三幢，後面兩幢) 及祠堂前的一片空地所組成。於1987年和1994年先後被斗門縣和珠海市評為文物保護單位，2008年成為了廣東省二級文物保護單位。2008年再被選為斗門區「斗門八景」之一。現時由珠海市文化局和南門村委會共同管理。

## 背景
趙氏菉猗祠是南門當地趙姓居民（宋朝，宋太祖趙匡胤的四弟---魏王：趙匡美的後裔的祖祠，建於明朝景泰5年（1454年）。據文獻記載，是由魏王的第15代後人趙隆以其四世祖趙梅南（1296年-1365年）的别名“菉猗”立祠紀念。“菉猗”一詞源於《詩經·淇澳》，代表“綠竹茂盛”的意思。數百年來，趙氏菉猗祠經歷過多次的重修。
民國起，祠堂曾作為村內學校之用。文革時期，祠堂被政府徵用，成為了當地中共黨支部的辦公室。近年來，由於從海外的趙姓後人回歸，政府遂將最左邊的祠堂交還趙姓後人，而右邊兩幢家祠依舊用作辦公室。

## 建築特色
趙氏菉猗祠的佈局為三進（包含了前廳、中殿和後殿）四合式，以南北軸成一線並兩邊對稱。每一進之間有一天井作間隔，而且越進越高。祠堂使用上大量各式的雕飾：包括了石雕、磚雕、木雕、陶塑、泥塑等，另外四周的牆亦繪有多幅以山水、文人墨客琴棋詩書之樂的圖畫，十分清新雅致。
後殿上掛上“忠孝義士”的牌匾。是紀念宋端宗景炎元年，南宋小皇帝趙昰敗退到香山，駐蹕沙涌馬南寶家。當時，已居住在南門村的魏王後人趙若梓得知事件，馬上準備小舟，並招募了村內居民迎駕以勤王。當時隨行的丞相陸秀夫為保存皇家宗族一血脈，後來令趙若梓等人歸家入山隱居，並敕賜趙若梓為忠孝義士；其兄弟趙若桃授為承直郎；趙若榉封為武翼大夫。原牌匾已破損不堪，已被拆下來保存，現時所掛上的是重新製作的。
趙氏菉猗祠的另一個特色，在於它的山牆，是以碩大而堅硬的蠔殼所砌成。蠔殼排列得既整齊又有規律，而蠔殼牆身足足有65厘米厚。由於珠江一帶水域盛產蠔，以蠔殼為牆在明代以前的珠江三角洲地區已經十分流行。到了現在，現存的蠔殼建築物已經所餘無幾。

## 重修
2011年4月，在獲得珠海市政府的財政支持下，趙氏菉猗祠將在不改變文物原狀的前提下，進行復修還原工程，把一些後加的建築物拆去，希望能儘量回復原有的結構和規劃，預計需要臨時封閉240天，所需費用大約為6至7百萬人民幣。